# Lago Grande di Unghiasse
Il lago grande di Unghiasse (2.489 m s.l.m.) è il più grande lago naturale delle valli di Lanzo in provincia di Torino.

## Geografia

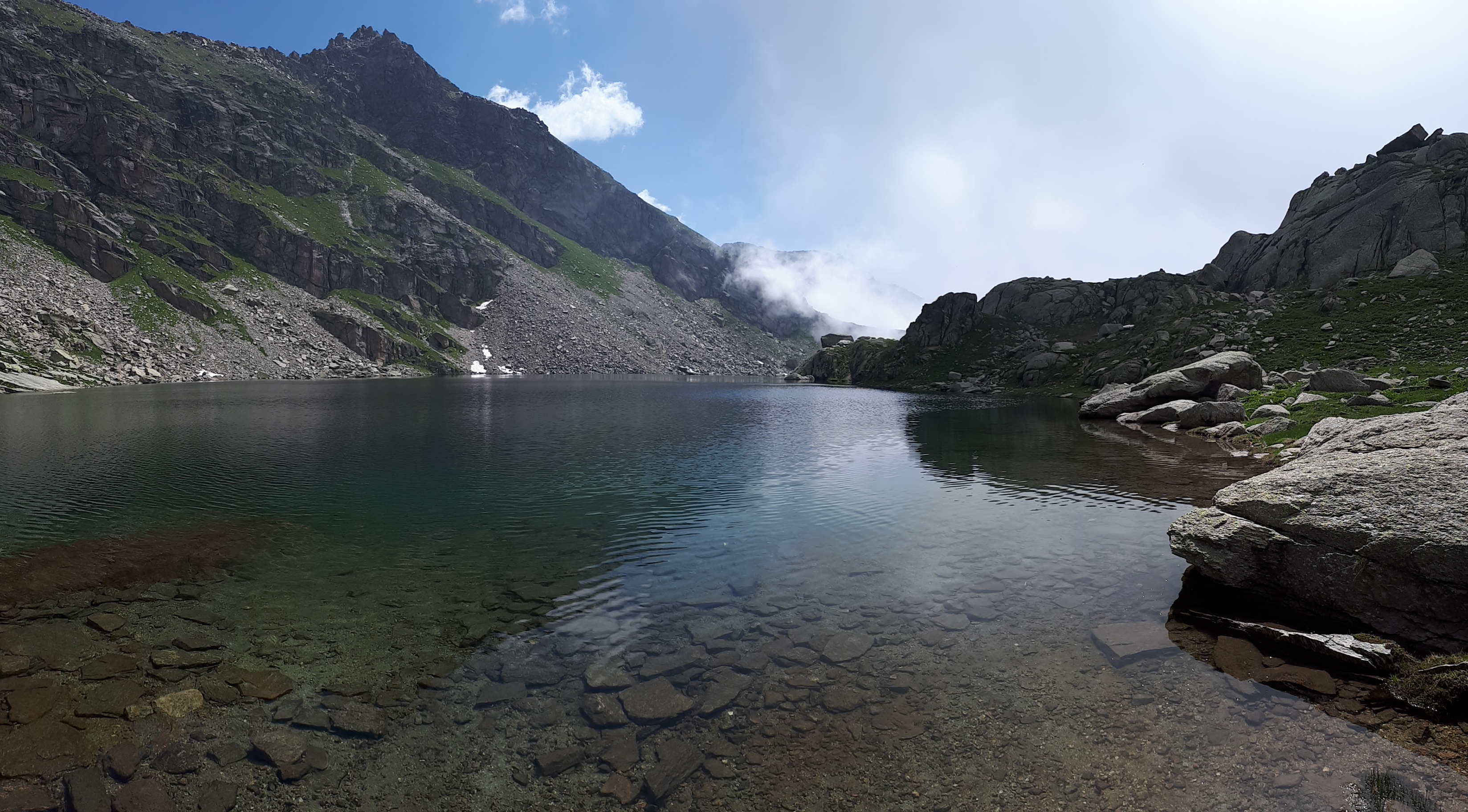
Il lago.

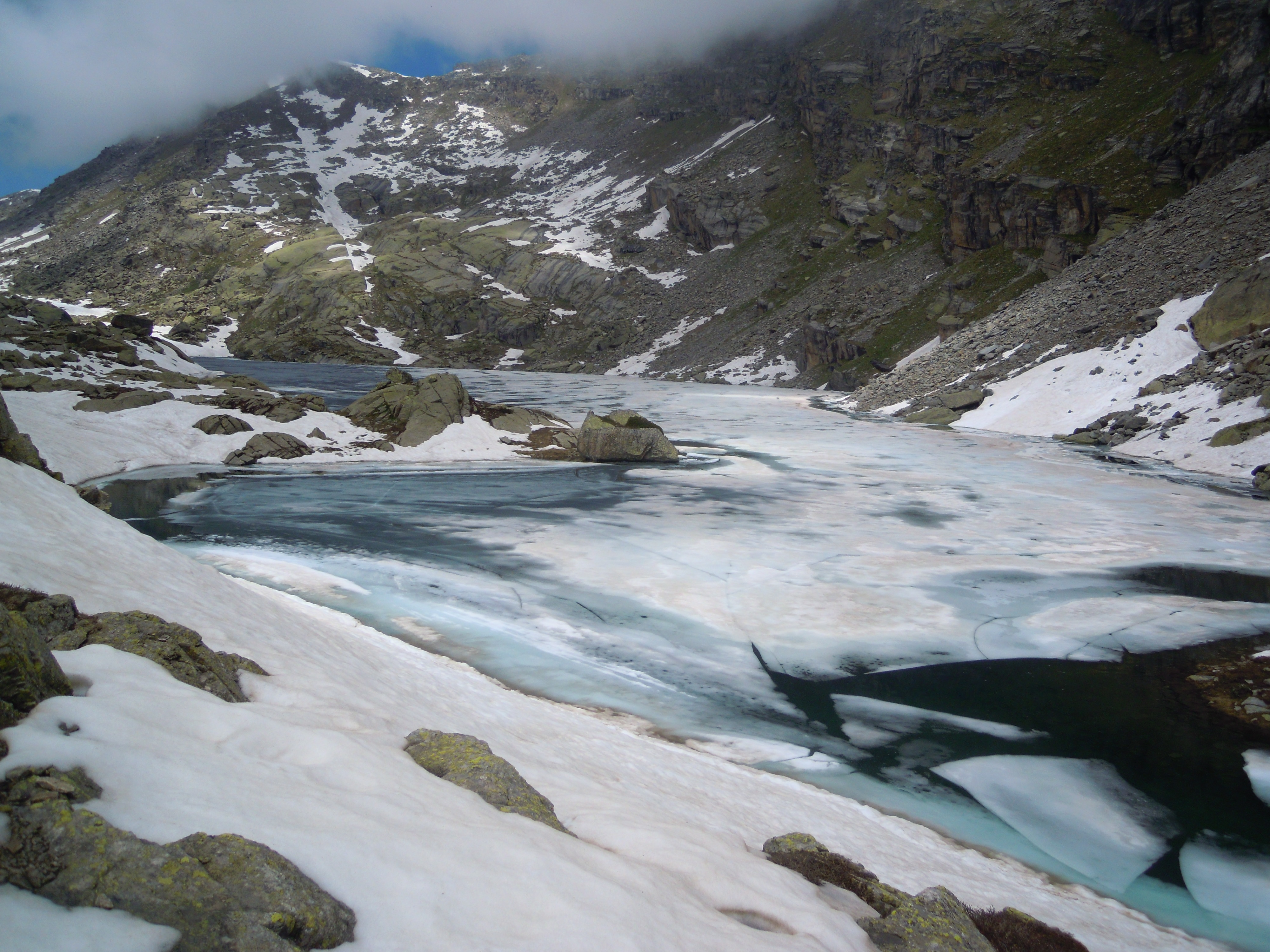
Il lago ancora ghiacciato a fine giugno

Lo specchio d'acqua si trova nell'omonimo vallone nel territorio del comune di Groscavallo, in un avvallamento roccioso totalmente chiuso alla vista. Posto a nord-ovest dal monte Bellagarda e a nord-est dal monte Unghiasse, le sue acque sono tributarie della Stura di Valgrande. Poco a sud-est dello specchio d'acqua è presente anche un secondo lago, più piccolo e collocato a 2.470 metri di quota, che con il lago Grande forma i cosiddetti laghi di Unghiasse.
Il tratto costiero settentrionale del lago risulta in buona parte disseminato da enormi massi franati dalle ripide pareti del circostante monte Unghiasse (2.939 m).

## Accesso
Il lago è raggiungibile da Alboni, frazione di Groscavallo posta a 1.367 m, per mezzo di un sentiero in circa 3 ore di cammino. Itinerario sconsigliabile in estate a causa delle frequenti e fitte nebbie della zona.